# Forest Hills Drive: Live
Albums de J. Cole
2014 Forest Hills Drive
(2014) 4 Your Eyez Only
(2016)
Forest Hills Drive: Live est un album live de J. Cole, sorti le 28 janvier 2016.
Enregistré le 30 août 2015 à Fayetteville, Caroline du Nord, l'opus a été publié le jour du 31e anniversaire du rappeur.

## Liste des titres
| No  | Titre                     | Auteur | Producteur(s)                                    | Durée      |
| --- | ------------------------- | --- | ------------------------------------------------ | ---------- |
| 1.  | Intro (Live)              | Jermaine Cole | J. Cole, Ron Gilmore                             | 2 min 06 s |
| 2.  | January 28th (Live)       | Cole, Y. Arai, Kaye Murai | J. Cole, Nick Paradise, Dre Charles, Team Titans | 6 min 55 s |
| 3.  | Wet Dreamz (Live)         | Cole, C. Simmons, R. Hammond | J. Cole                                          | 4 min 25 s |
| 4.  | 03' Adolescence (Live)    | Cole, William Brown, Johnny Burke, James Van Heusen | Willie B                                         | 4 min 32 s |
| 5.  | A Tale of 2 Citiez (Live) | Cole, Anderson Hernandez | Vinylz                                           | 4 min 44 s |
| 6.  | Fire Squad (Live)         | Cole, M. Farner | J. Cole, Vinylz                                  | 3 min 39 s |
| 7.  | St. Tropez (Live)         | Cole, M. Small, A. Fischer, W. Giffin III, J. Carthorn, D. Hollis, D. Williams, D. Wolinski, W. Irvine                                                      | J. Cole                                          | 7 min 47 s |
| 8.  | Intermission (Live)       | Cole | J. Cole                                          | 6 min 50 s |
| 9.  | G.O.M.D. (Live)           | Cole, Delroy Andrews, Deongelo Holmes, Eric Jackson, Jonathan Smith                                                                                         | J. Cole                                          | 5 min 01 s |
| 10. | No Role Modelz (Live)     | Cole, Kurtis Figueroa, Darius « Phonix Beats » Barnes, Marvin Whitemon, Paul Beauregard, Jordan Houston, Tenina Stevens, Earl Stevens, D. Stevens, B. Jones | Phonix Beats, J. Cole                            | 5 min 56 s |
| 11. | Hello (Live)              | Cole | J. Cole, Pop Wansel, JProof                      | 3 min 01 s |
| 12. | Apparently (Live)         | Cole, Filippo Trecca | J. Cole                                          | 4 min 46 s |
| 13. | Love Yourz (Live)         | Cole, Ramon Ibanga, Jr., Carl McCormick, Calvin « CritaCal » Price                                                                                          | Illmind, Cardiak, CritaCal                       | 7 min 44 s |